# MS Nordnorge
MS Nordnorge – to prom pasażersko-samochodowy.

## Wyposażenie statku
Na pokładzie MS Nordnorge znajduje się 214 kabin, a ponadto m.in.:
- biblioteka
- sauna
- sale konferencyjne
- szpital
- 2 sale kinowe
- sklep
- 4 bary